# 爱德华多·卡兰萨
爱德华多·卡兰萨（西班牙語：Eduardo Carranza，1913年7月23日—1985年2月13日），哥伦比亚诗人，“石头與天空”诗歌运动的代表作家之一。出生于梅塔省，1925年后居住于波哥大并在那里去世。曾任教于多所学校，也曾经任哥伦比亚国家图书馆馆长。